# Marek Bárta
Marek Bárta (* 8. Dezember 1992) ist ein tschechischer Leichtathlet, der sich auf den Diskuswurf spezialisiert hat.

## Sportkarriere
Erste Erfahrung bei internationalen Meisterschaften sammelte Marek Bárta im Jahr 2009, als er bei den Jugendweltmeisterschaften in Brixen mit dem 1,5-kg-Diskus mit einer Weite von 55,16 m in der Qualifikation ausschied. Anschließend gewann er beim Europäischen Olympischen Jugendfestival (EYOF) in Tampere mit 60,49 m die Silbermedaille und scheiterte im Kugelstoßen mit 16,15 m in der Vorrunde. 2011 belegte er dann bei den Junioreneuropameisterschaften in Tallinn mit 60,79 m den fünften Platz und 2013 erreichte er bei den U23-Europameisterschaften in Tampere mit 54,01 m Rang zwölf. 2022 schied er bei den Weltmeisterschaften in Eugene mit 62,90 m in der Qualifikationsrunde aus und anschließend verpasste er bei den Europameisterschaften in München mit 58,37 m den Finaleinzug. 2024 schied er bei den Europameisterschaften in Rom mit 61,20 m in der Qualifikationsrunde aus.
In den Jahren 2015 und 2016 sowie von 2019 bis 2023 wurde Bárta tschechischer Meister im Diskuswurf.